# Česnegić
Česnegić Milvanski ili Česnegić od Milvana (mađ. Milványi Cseszneky) je mađarska plemićka porodica. Česnegići su pripadali plemićkoj porodici Cseszneky de genere Bana. 
Grof Julije Česnegić Milvanski (1914.-?), je bio makedonski vojvoda, hrvatski pukovnik i mađarski pesnik.

## Literatura i reference
- Árpád-kori oklevéltár
- Győr vármegye nemesi közgyűlési és törvénykezési jegyzőkönyveinek regesztái
- Jászay Pál: A magyar nemzet napjai a mohácsi vész után
- Szlovák Nemzeti Levéltár

## Spoljašnje veze
- Worldstatesmen - Svjetski državnici
- Kraljevske hronologije
- Mađarsko plemstvo